# Dom przy Rynku 3 w Mielcu
Dom przy Rynku 3 w Mielcu – budynek znajdujący się w południowej pierzei rynku. Jest wpisany do rejestru zabytków nieruchomych województwa podkarpackiego pod numerem A-1077 z 24.06.1981. Zbudowany został pod koniec XIX wieku. Jest to budynek piętrowy z balkonem, murowany i otynkowany. Posiada dwuspadowy dach kryty blachą. Na parterze mieści się salon fryzjerski „Laura”, wcześniej był tu bar „Jigger”.